# 梅赛德斯-奔驰斯宾特
梅赛德斯-奔驰斯宾特（德語：Mercedes-Benz Sprinter）是梅赛德斯-奔驰旗下的一款輕型商用車系列，包括了廂式設計、小型巴士以及輕型貨車。其主要竞争对手为福士Crafter、福特全順、豐田Hiace、日產Urvan及歐霸Daily等車種。
最早的一部於1995年問世，於1995年、2007年、2008年三度獲選為歐洲最佳商用車。

## 歷史
Sprinter的前身為1977年推出的賓士T1，可被用作小巴和貨車。1995年改款，改名為Sprinter，但整個車身則被改為流線形，而車輛體積也略為加大。
Sprinter自開始生產後曾推出兩款版本，第一款持續生產至2006年，之後由第二款版本取代。

## 圖片

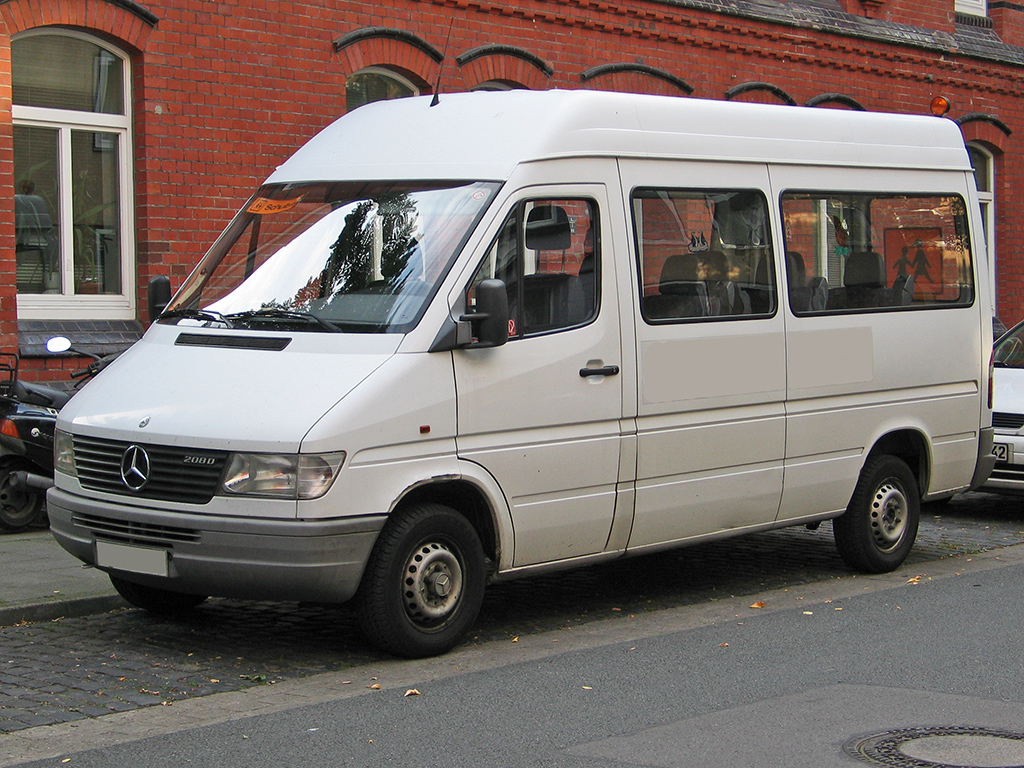
梅赛德斯-奔驰斯宾特2000型
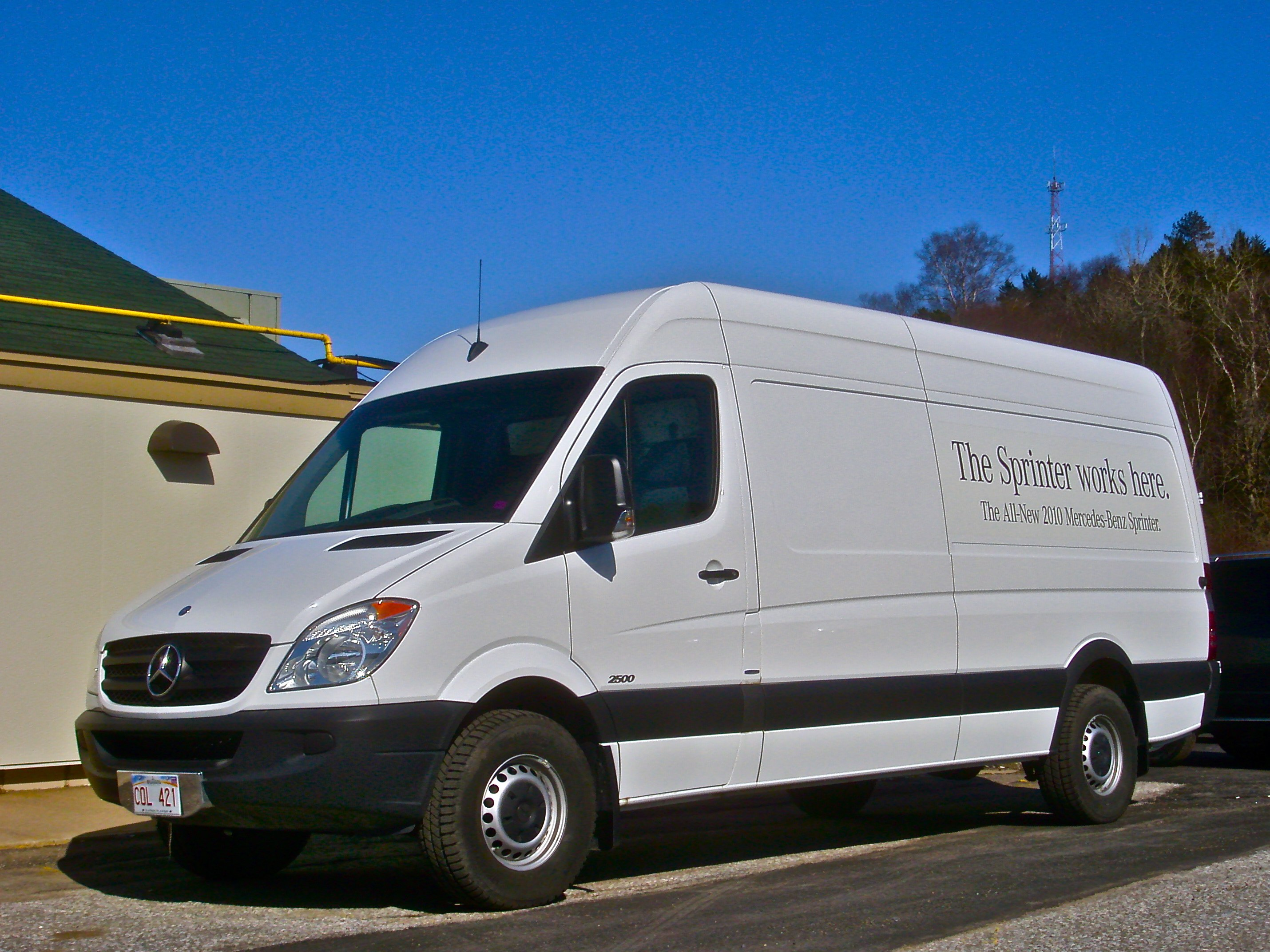
梅赛德斯-奔驰斯宾特2500型
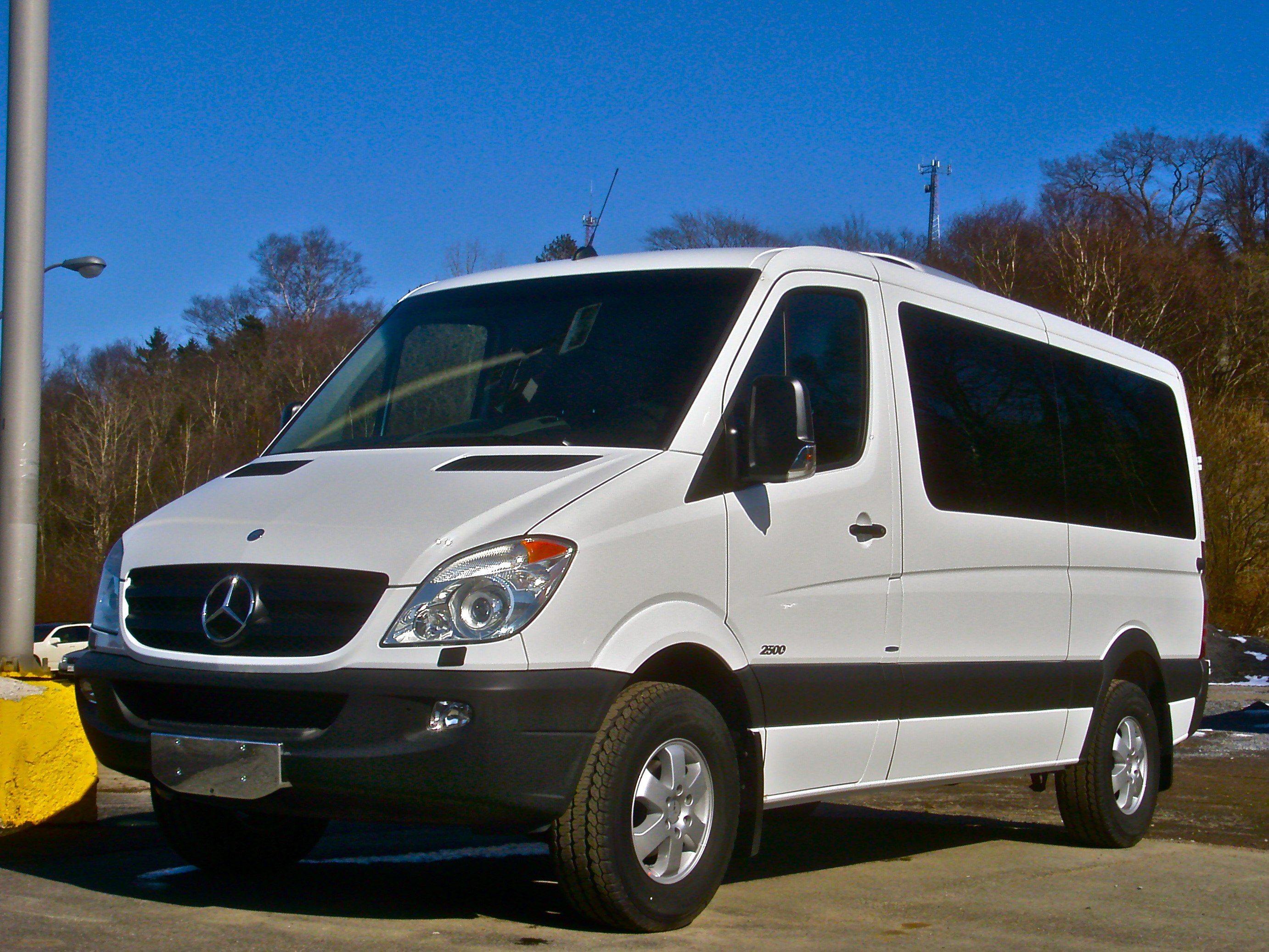
梅赛德斯-奔驰斯宾特2500型
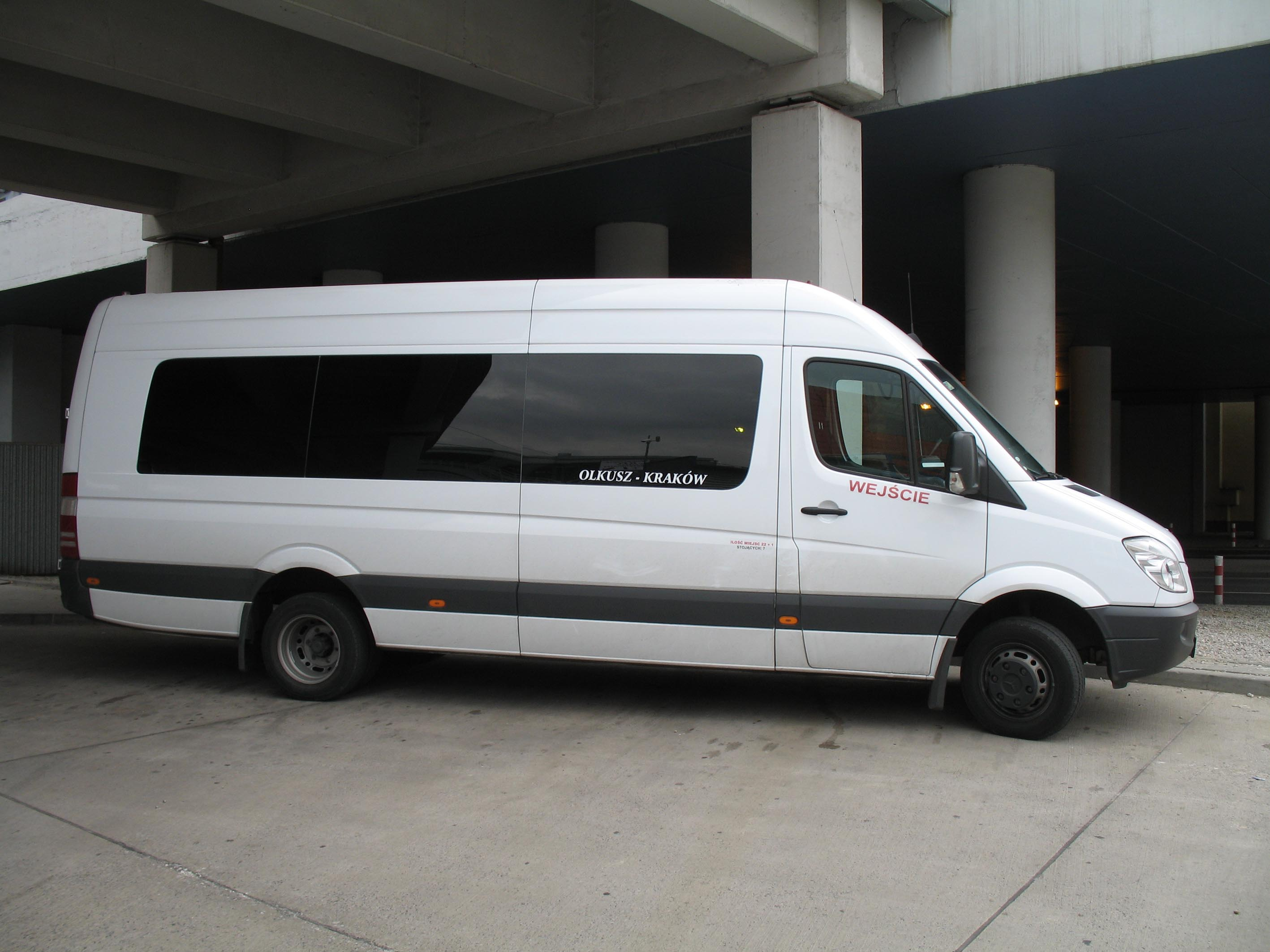
梅赛德斯-奔驰斯宾特特長版518CDI型
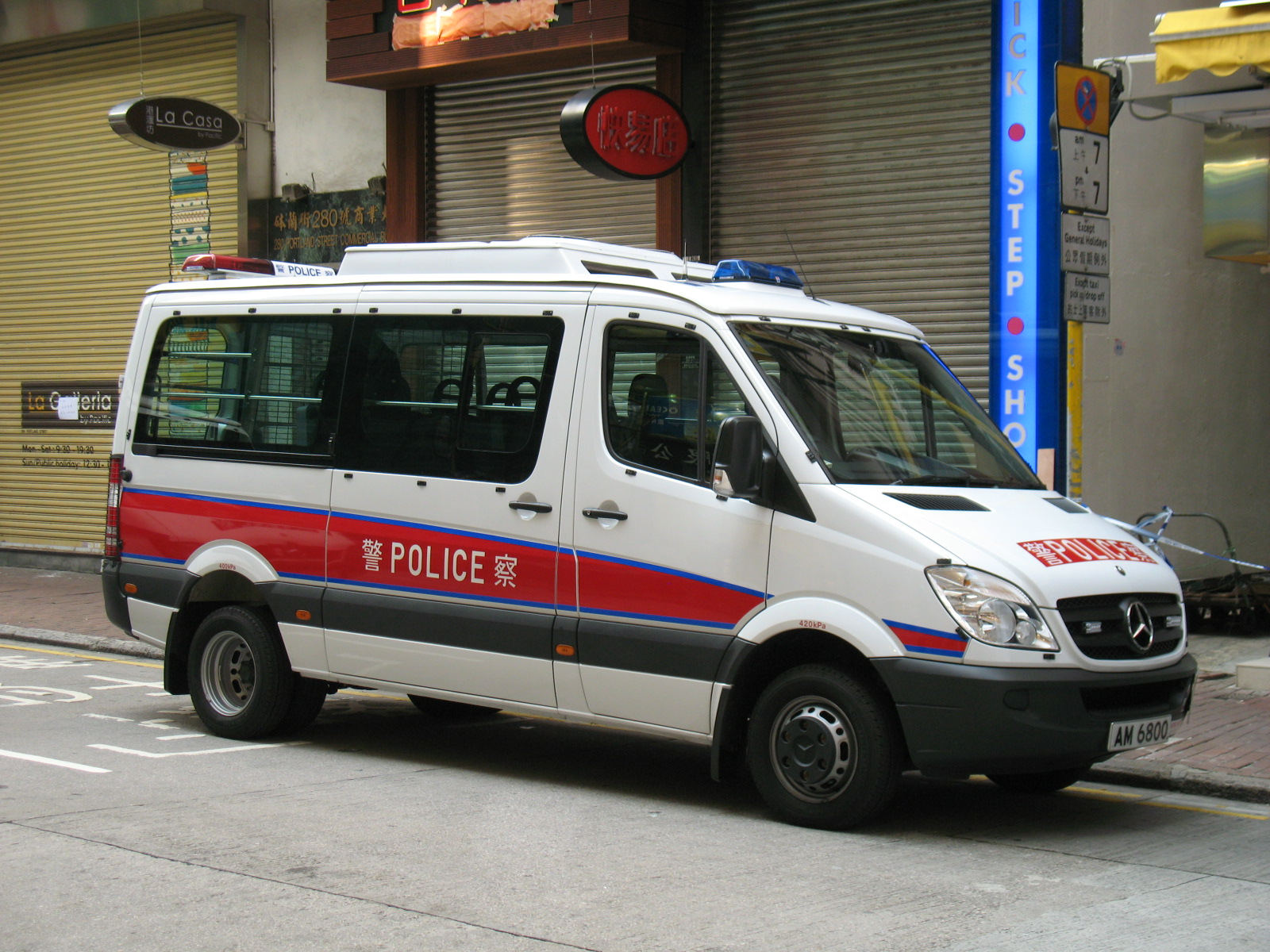
香港警務處的斯宾特518CDI型警車
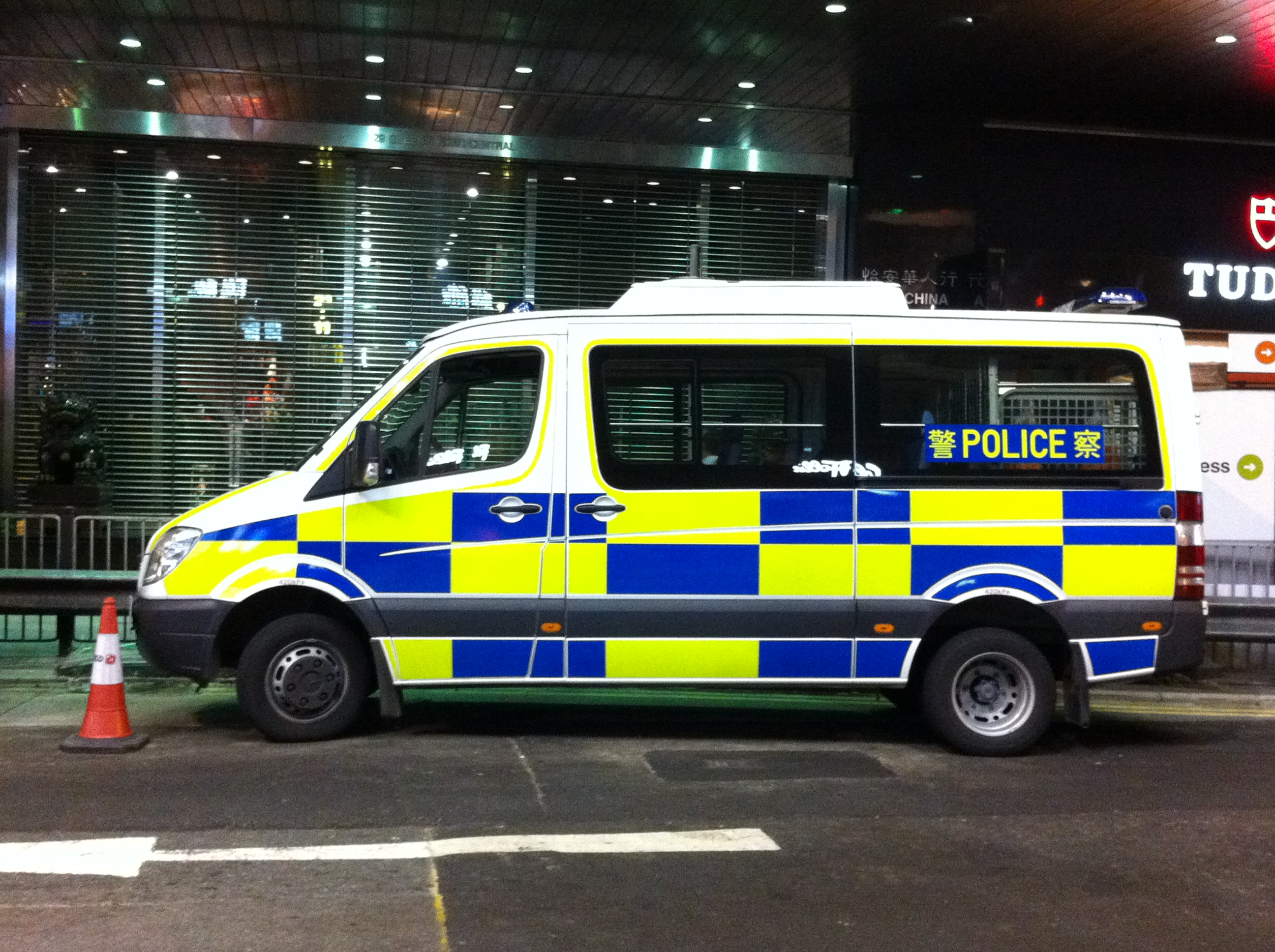
香港警務處交通部使用的斯宾特519CDI型警車
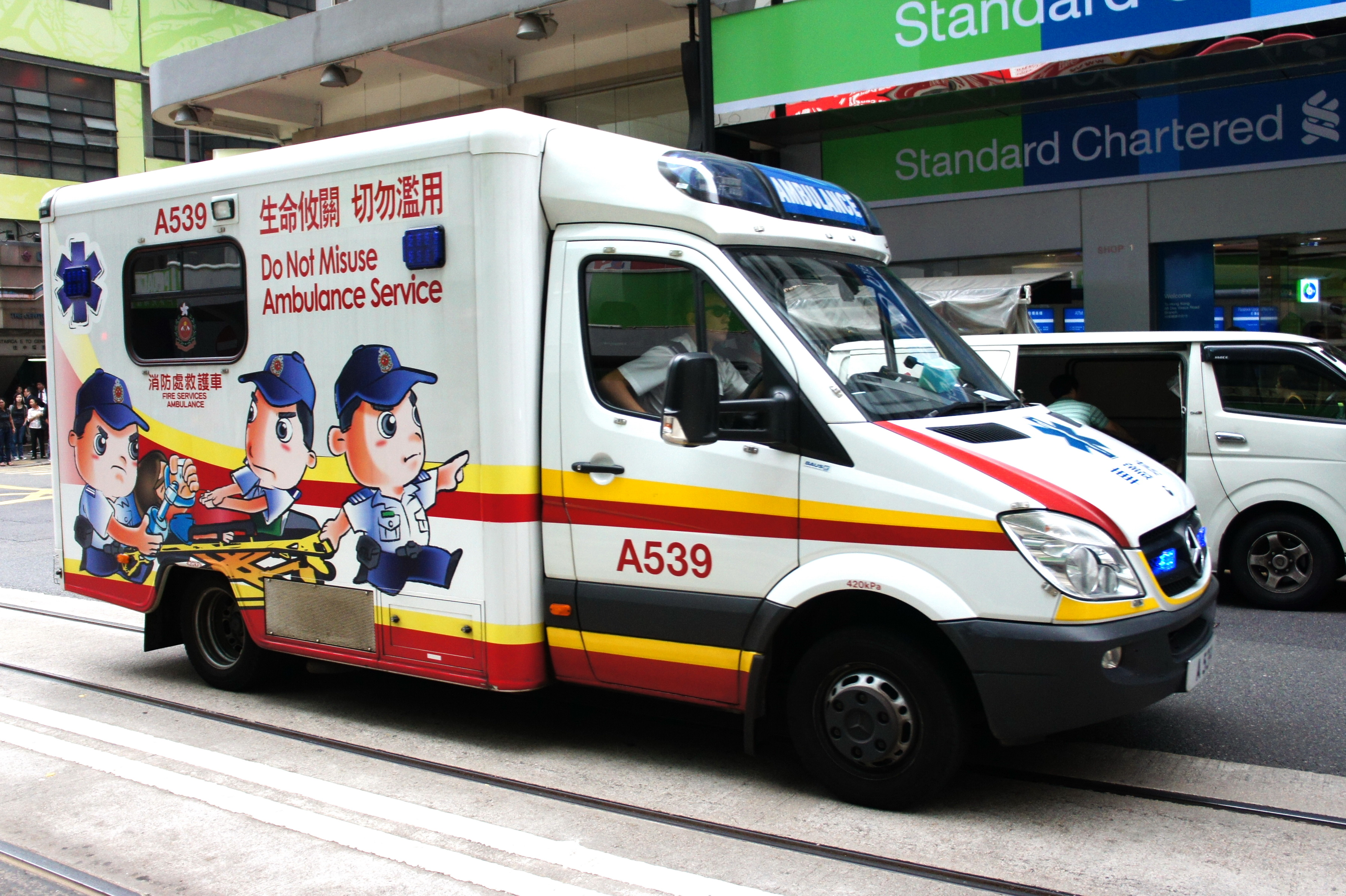
香港消防處斯宾特516CDI型救護車
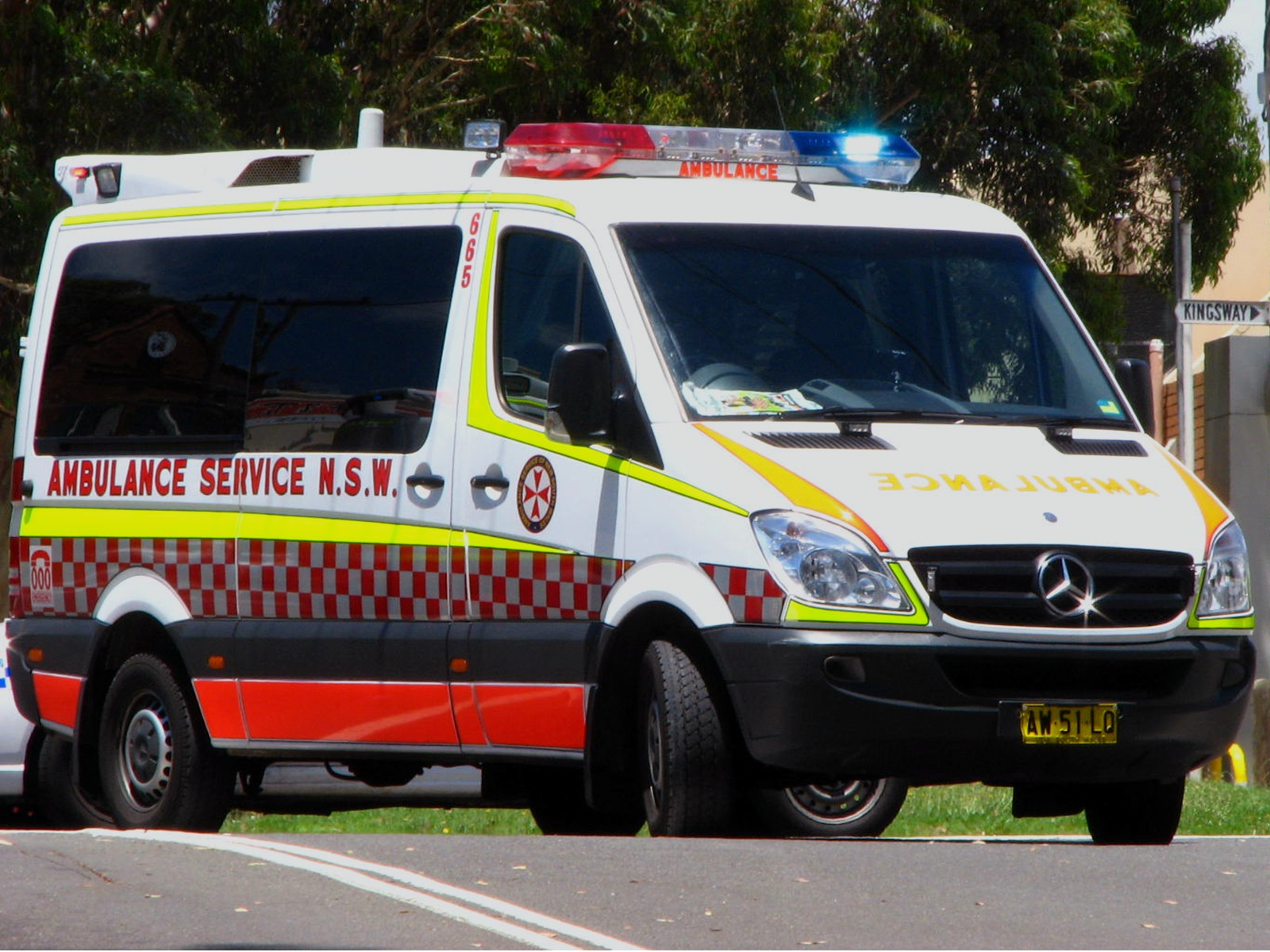
澳洲新南威爾斯州一輛以斯宾特改裝而成的救護車
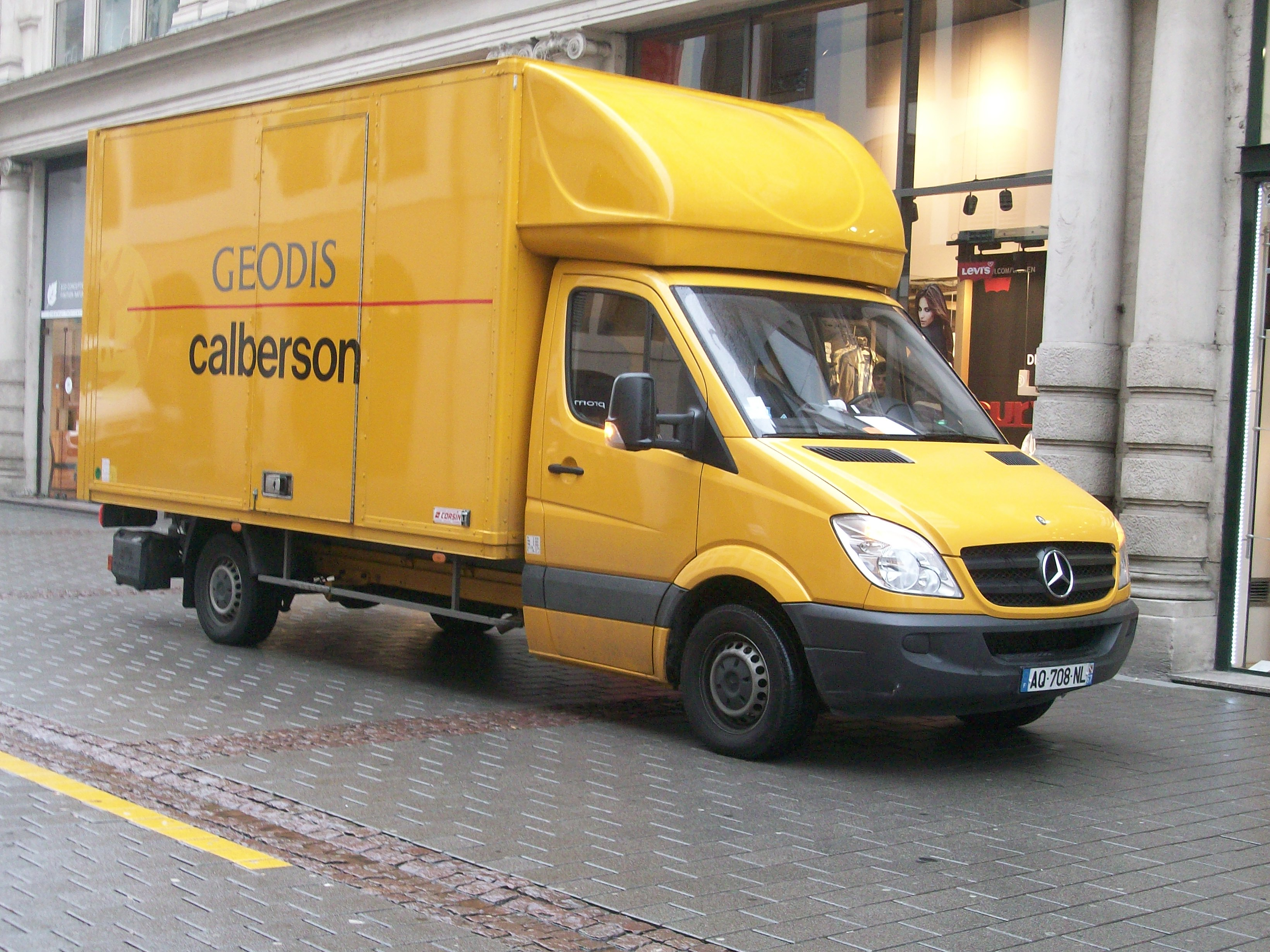
法國斯特拉斯堡一輛以斯宾特改裝而成的貨車
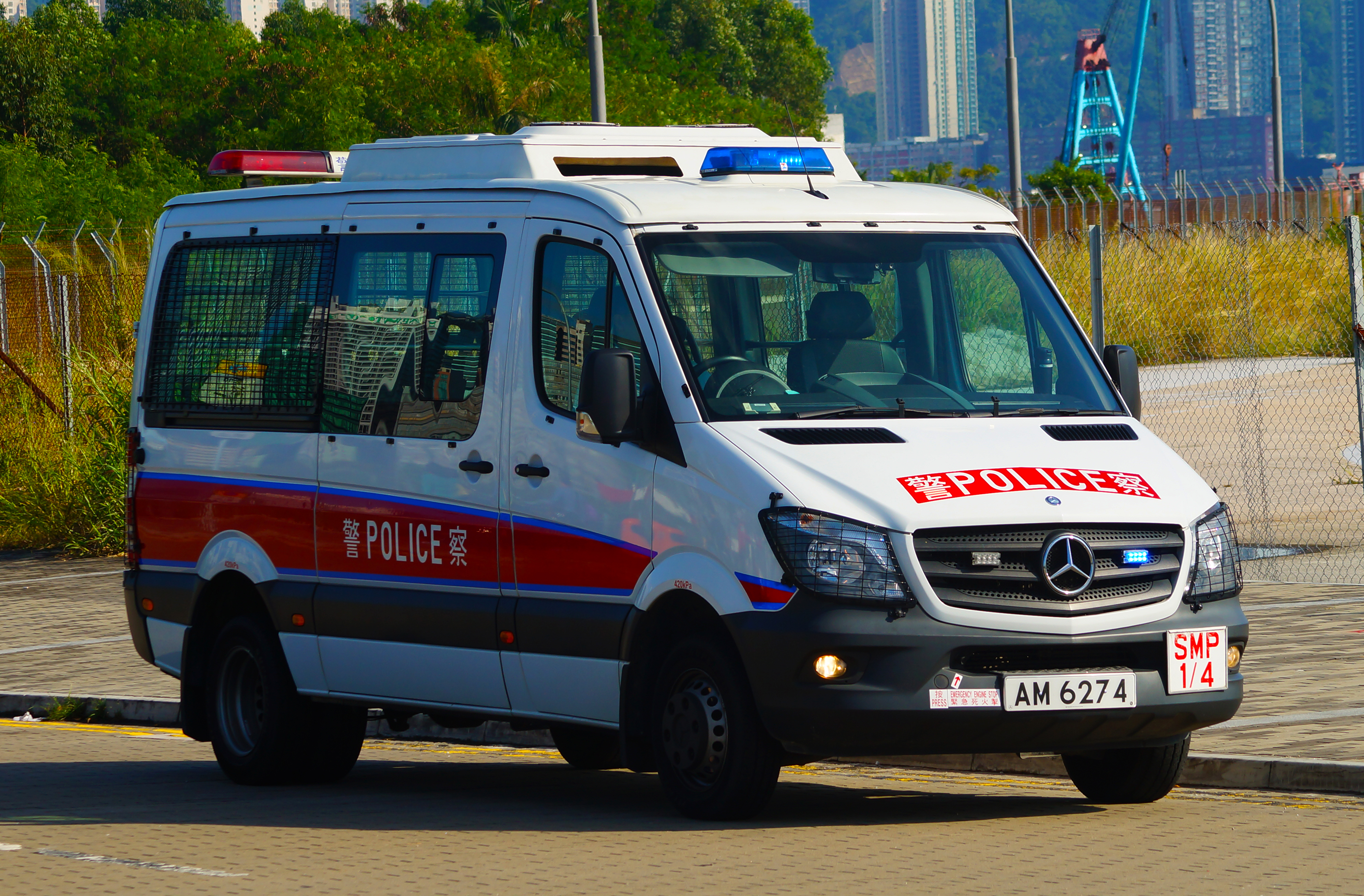
香港警務處斯宾特519CDI型警察衝鋒車
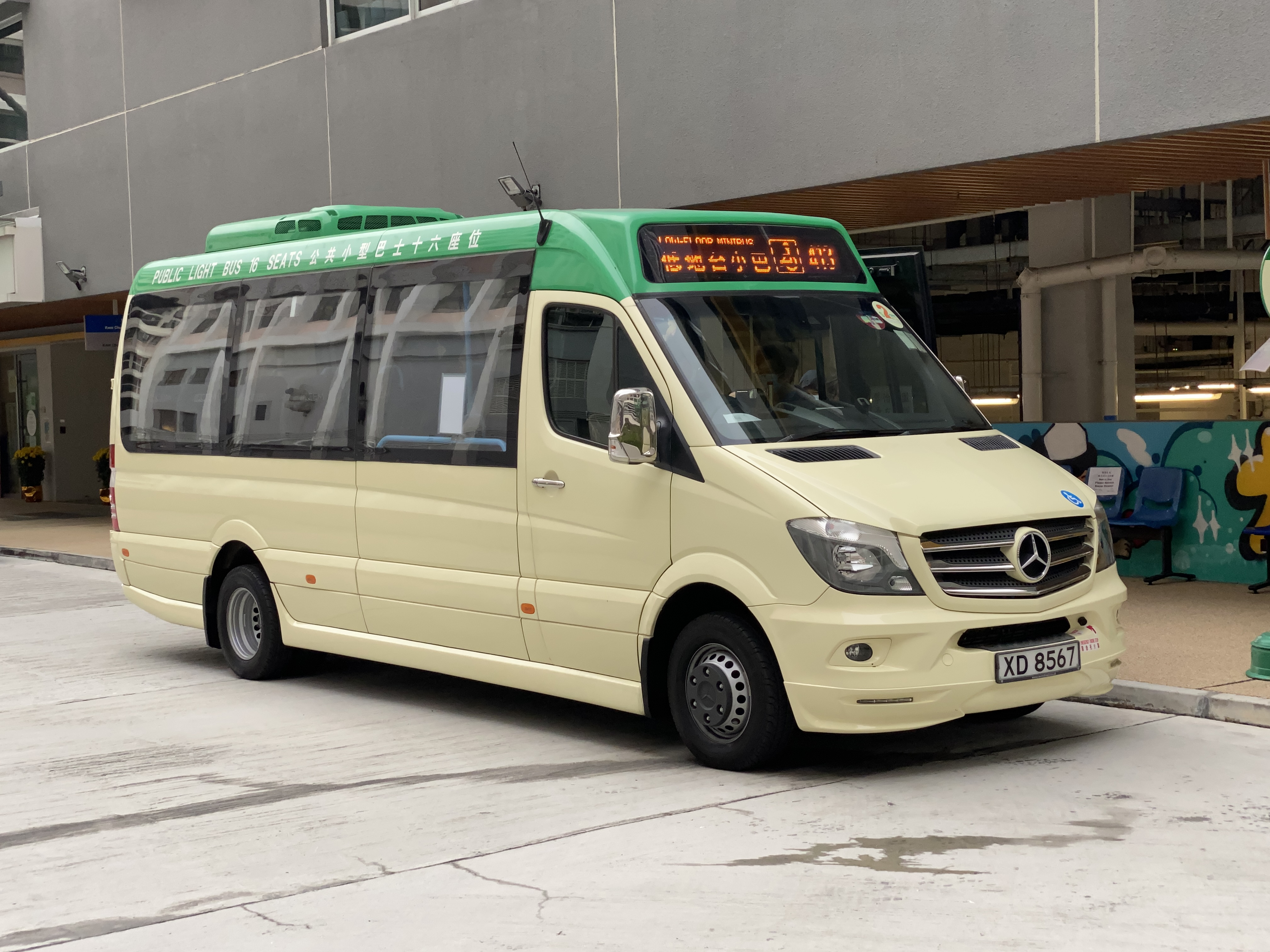
香港公共小巴（低地台小巴）
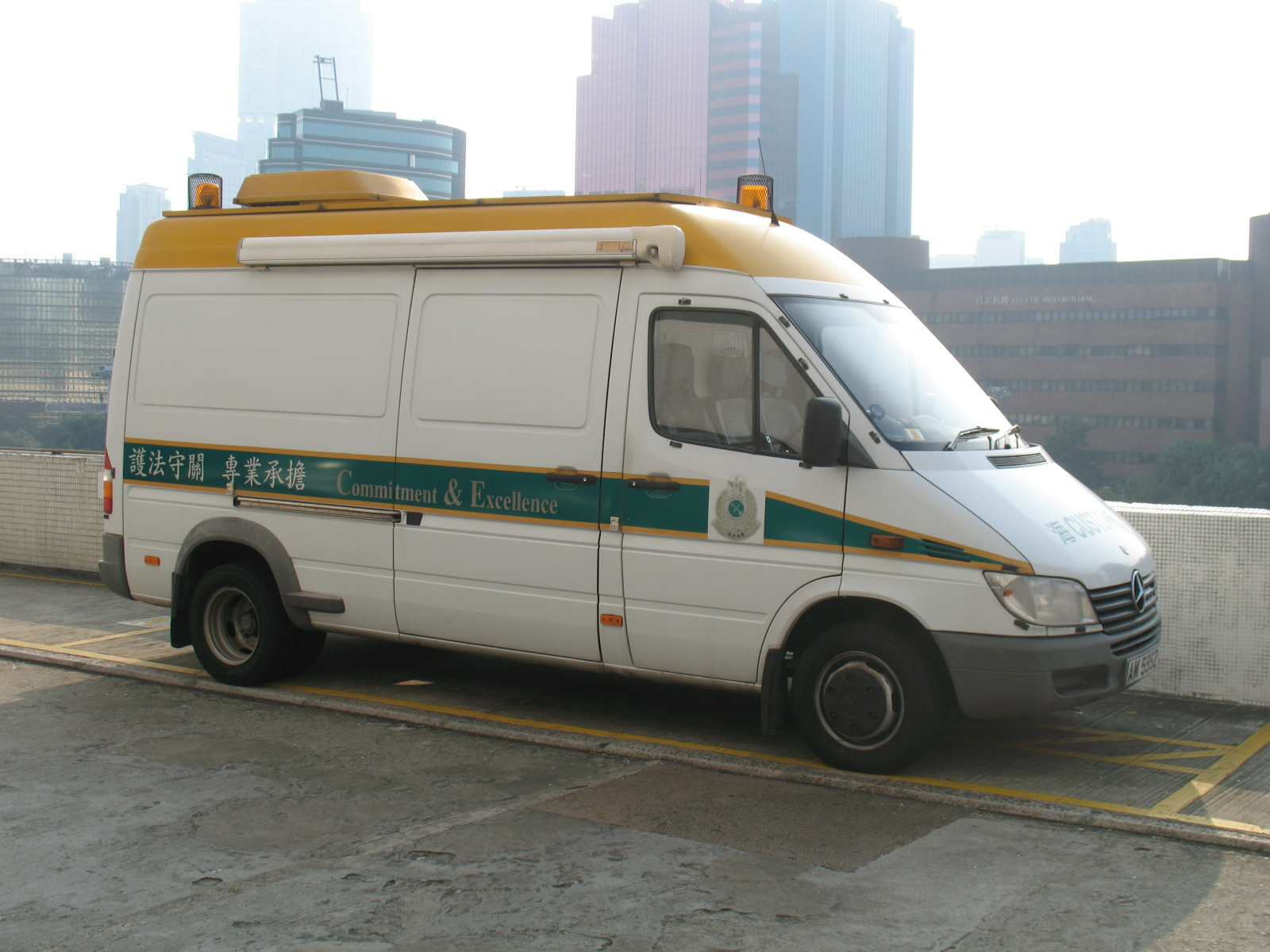
香港海關舊款斯宾特小型X光車
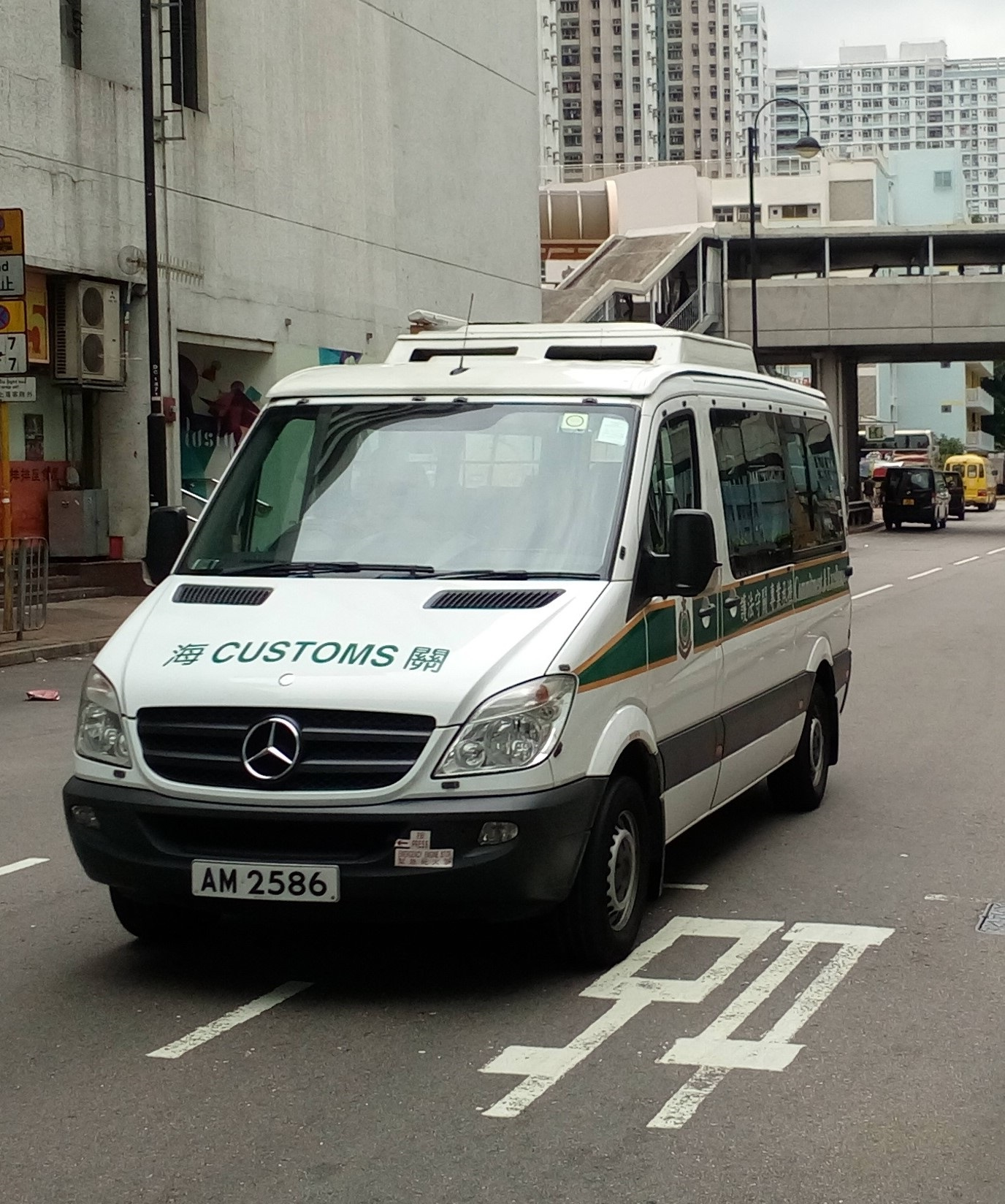
香港海關斯宾特324型小型貨車
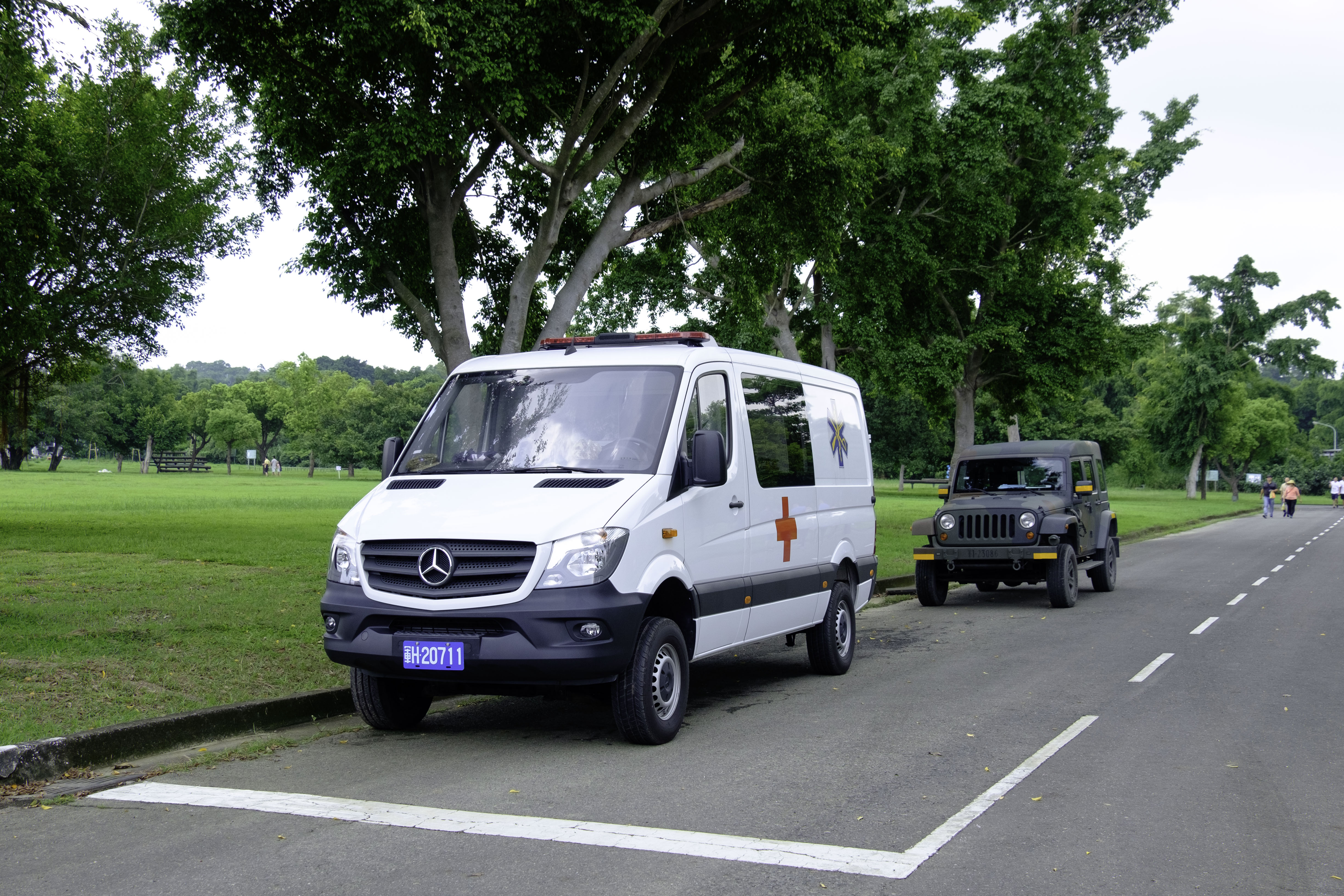
中華民國陸軍所使用斯宾特316CDI救護車

## 外部連結
- UK Mercedes-Benz Sprinter
- 香港巴士大典上的相关条目：梅斯特斯平治Sprinter